# Campeones Cup
La Campeones Cup è una competizione calcistica per squadre di club organizzata congiuntamente dalla MLS e dalla Liga MX.

## Storia e formula
La nuova manifestazione venne annunciata il 13 marzo 2018: in una partita secca, giocata sempre sul campo della squadra di MLS, viene messo in palio un trofeo conteso annualmente tra le vincitrici rispettivamente della MLS Cup e della Campeón de Campeones. L'edizione 2020 è stata annullata a causa della pandemia di COVID-19.

## Incontri
2018
| Arbitro: | R. Montero |

|                   |           |                                     |
| Janson 86’ (rig.) | Marcatori | 36’, 64’ Dueñas 66’ (aut.) Zavaleta |

2019
| Arbitro: | J. Aguilar |

|                                                   |           |                            |
| Hyndman 5’ Larentowicz 59’ J. Martínez 65’ (rig.) | Marcatori | 13’ Ibarra 57’ R. Martínez |

2021
| Arbitro: | O. Nation |

|                             |           |  |
| Angulo 4’ (aut.) Mensah 74’ | Marcatori |  |

2022
| Arbitro: | S. Martínez |

|                        |           |  |
| Callens 4’ Moralez 49’ | Marcatori |  |

2023
| Arbitro: | D. Fischer |

|  |                      |  |
|  | Tiri di rigore 2 – 4 |  |

2024
| Arbitro: | W. López |

|              |                      |            |
| Amundsen 77’ | Marcatori            | 67’ Davila |
|              | Tiri di rigore 4 – 5 |            |

## Albo d'oro

### Per squadra
| Squadra        | Vittorie | Anno       |
| -------------- | -------- | ---------- |
| Tigres UANL    | 2        | 2018, 2023 |
| Atlanta United | 1        | 2019       |
| Columbus Crew  | 1        | 2021       |
| New York City  | 1        | 2022       |
| América        | 1        | 2024       |

### Per nazione
| Nazione     | Vittorie |
| ----------- | -------- |
| Stati Uniti | 3        |
| Messico     | 3        |